# Sevärdhet

Sevärdhetsmärke.

En sevärdhet är en plats som anses vara värd att se och besöka. Vanligtvis är det samma sak som turistattraktion. En sevärdhet kan exempelvis vara kinesiska muren, lutande tornet i Pisa eller Skokloster slott.
Bland världens mest sedda sevärdheter är Big Ben (klockan på parlamentshuset i London), operahuset i Sydney och Eiffeltornet i Paris. Sveriges mest besökta museum är Vasamuseet i Stockholm.
Kring en sevärdhet finns ofta ett område med näringsverksamhet i form av butiker och restauranger, som nedsättande kallas för turistfälla.

## Vägmärke och datortangent

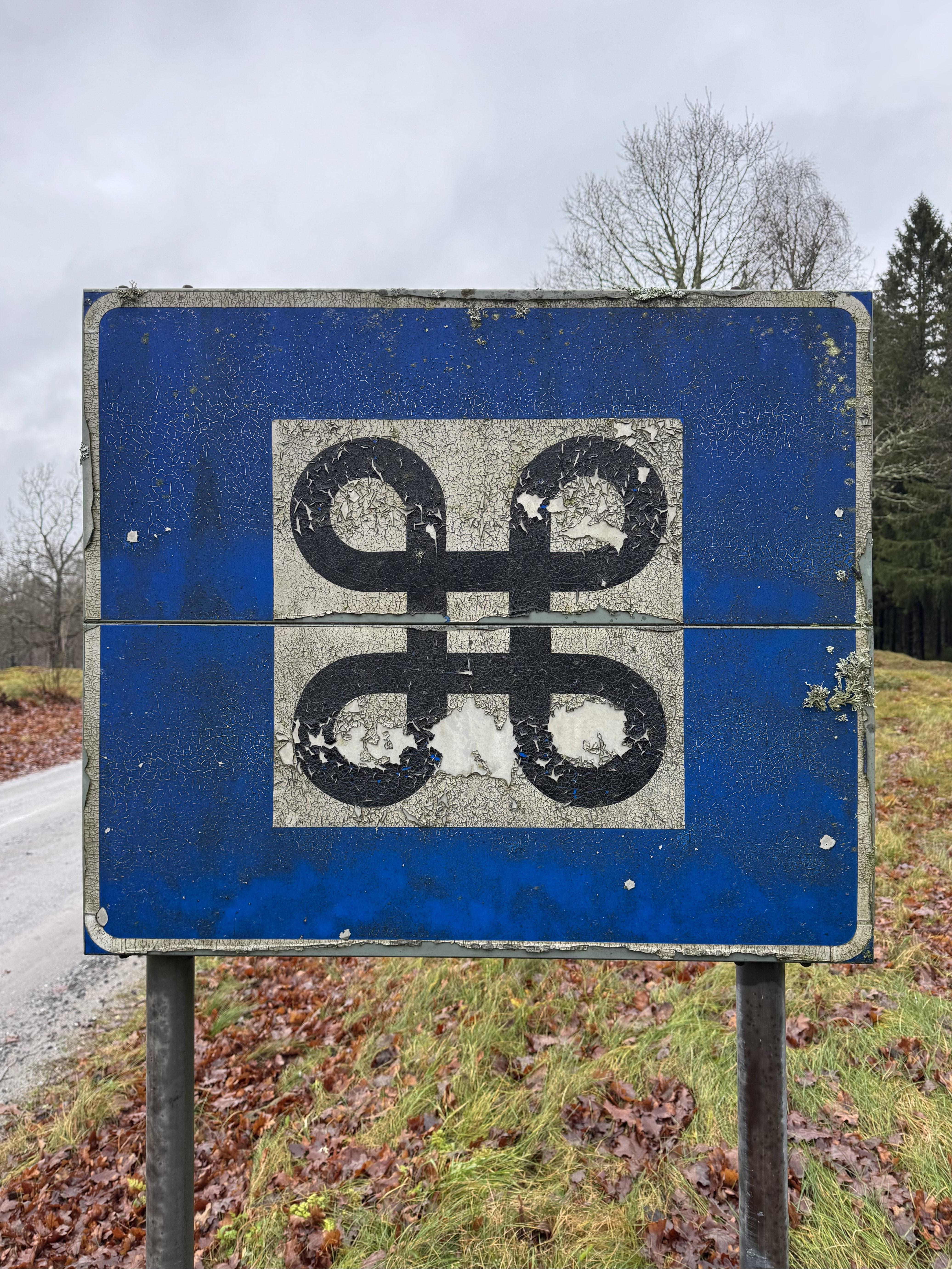
En trafikskylt för att informera om ett forntida gravfält invid Naverstads kyrka i Bohuslän, 2024.

Det svenska vägmärket för att märka ut en sevärdhet är en fyrklöverliknande symbol motsvarande en "heraldisk knut" – Sankthanskorset – som även är Riksantikvarieämbetets logotyp. Symbolen, som även kallas Bowen knot på engelska, har förutom sin bakgrund inom heraldiken och på vägarna, gjort en intressant avstickare i datorvärlden. Sedan 1984 har den synts som markör på den speciella "kommandotangenten" på de flesta av Apples Macintosh-tangentbord och Ipad-tangentbord. Apple behövde inför lanseringen av sin nya dator en alternativ tangentsymbol till sitt välkända äpple, och företagets designer Susan Kare hittade därefter det svenska vägmärket. Symbolen ⌘ är numera del av den officiella teckenuppsättningen för Unicode-typsnitt, där den har beteckningen Place of Interest Sign.